# Sylviorthorhynchus
Sylviorthorhynchus és un gènere d'ocells de la família dels furnàrids (Furnariidae).

## Taxonomia
Segons la Classificació del Congrés Ornitològic Internacional (versió 10.2, 2020) aquest gènere està format per cinc espècies:
- Sylviorthorhynchus desmurii - cuaespinós de Des Murs.
- Sylviorthorhynchus yanacensis - cuaespinós lleonat.